# Chiapacris velox
Chiapacris velox är en insektsart som beskrevs av Otte, D. 1979. Chiapacris velox ingår i släktet Chiapacris och familjen gräshoppor. Inga underarter finns listade i Catalogue of Life.